# Majski
Majski (Russisch: Майский) is een stad in de Russische autonome republiek Kabardië-Balkarië. De stad ligt aan de oevers van de rivier de Terek, 40km ten noordoosten van Naltsjik.
In 1819 werd de Russische militaire standplaats Prisjib gesticht. Deze nederzetting werd gereorganiseerd als stanitsa Prisjibskaja in 1829. In 1875 werd het treinstation Kotljarevskaja 3km ten zuiden van de stanitsa gebouwd, en een nederzetting vormde zich rond het station tegen 1888. In 1920 werd de nederzetting hernoemd naar Prisjibski en in 1925 naar Majski. In 1959 werden de stanitsa en de nederzettign samengevoegd tot de nederzetting met stedelijk karakter Majski. Sedert 1965 heeft Majski de stadsstatus.
| 1939  | 1959   | 1970   | 1979   | 1989   | 2002   |
| ----- | ------ | ------ | ------ | ------ | ------ |
| 5.900 | 12.400 | 18.600 | 21.800 | 24.533 | 27.037 |

Bestuurlijk centrum: Naltsjik

Steden: Baksan · Majski · Nartkala · Prochladny · Terek · Tsjegem · Tyrnyaoez

Districten: Baksanski · Elbroesski · Leskenski · Majski · Oervanski · Prochladnenski · Terski · Tsjegemski · Tsjerekski · Zolski